# Ricardo López (acosador)
Ricardo López (Montevideo, 14 de enero de 1975-Hollywood, 12 de septiembre de 1996) fue un acosador y terrorista uruguayo nacionalizado estadounidense, quien es conocido por su intento de asesinato (fallido) a la cantante islandesa Björk en 1996.
López grabó un vídeo diario sobre él hablando de sus planes durante un período de 8 meses, que luego terminó en su suicidio filmado ante la cámara. López envió a la residencia de Björk en Londres una bomba llena de ácido sulfúrico y disfrazada como un libro de una agencia de turismo. La bomba fue interceptada por Scotland Yard antes de que pudiese lastimar a alguien. Para el momento de la muerte de López, él había dejado un diario de 800 páginas, 18 horas de grabación de él hablándole a la cámara y haciendo la bomba.

## Primeros años
Ricardo López nació en Uruguay en una familia de clase media, para luego mudarse al suroeste de los Estados Unidos. Él tuvo una relación muy cercana a su madre, ya que lo tuvo a una edad avanzada. Asimismo, a una edad temprana, le fue diagnosticado Síndrome de Klinefelter. Se le describía como una persona tranquila pero introvertida. 
Él recordaba correr por las calles de Georgia, como un niño. Sólo tenía amigos varones y nunca tuvo alguna amiga o novia, ya que siempre le costó relacionarse con las mujeres, según un diario encontrado por la policía en el día de su suicidio. Estaba preocupado con fantasías de convertirse en un famoso artista e ir a la escuela de artes, dejando la escuela secundaria para lograrlo. Ricardo y su hermano George se mudaron a Florida en los principios de los años 1990, donde trabajó junto a su hermano en el negocio de exterminio de plagas de George para autosustentarse. Cuando se mudó perdió el contacto con su madre.

## Obsesión por Björk
A los 18 años, se había convertido en un recluido social, y comenzó a escribir un diario, en el cual describía sus fantasías de fama, su baja autoestima y su sentimiento de insuficiencia en su peso y las áreas sexuales, como también narraba sobre su trabajo. Estaba obsesionado con la pornografía y desarrolló el hábito de hacerse agujeros con agujas en sus piernas. Comenzó a obsesionarse con celebridades para distraerse, y en julio de 1993, comenzó su obsesión por la cantante islandesa Björk, viendo que ella estaba haciendo música no genérica, que luego comenzó a ver como una hija por su cara y "voz de niña", no guardó su fascinación por Björk, él le contó a un amigo y a su hermano quienes le dijeron que se buscara una "mujer real". Le envió un montón de cartas a Björk y siguió su carrera celosamente. Ricardo escribió sobre querer convertirse en un presentador de los MTV Video Music Awards y se creyó que él sufría de un Trastorno esquizotípico de la personalidad.
En los comienzos de 1996, se volvió loco por la relación que Björk tenía con el músico Goldie. En sus grabaciones y escritos, él identificó la relación entre los cantantes como su punto de quiebre, describiendo a Goldie con insultos racistas.

## Plan del libro bomba
El 14 de enero de 1996, el día de su cumpleaños número 21, comenzó a hacer sus videos diarios donde contaba su vida. Las grabaciones de vídeo (de cerca de 18 horas) muestran a Ricardo desnudo acomplejándose de su cuerpo, la construcción de la bomba, diatribas sobre la relación entre Björk y Goldie y mostrando su departamento, al que se refiere como una pocilga. Los vídeos dan testimonio de su descenso a la locura y su deterioro mental hasta la fecha cercana a su suicidio, y que terminan con él, afeitándose la cabeza y pintándola de rojo, verde y negro para luego suicidarse con un arma de fuego después de haber enviado el dispositivo a la residencia de Björk, en Londres.
El libro bomba estaba disfrazado como un libro con el sello discográfico de Björk, Elektra Records. El dispositivo estaba planeado para rociar ácido sulfúrico al abrirlo, matando o desfigurando a quien lo abriera. López hizo este plan bajo el lema de querer ser "la persona que cambie su vida". Originalmente pensó en inyectarle a la bomba el virus del SIDA, pero lo abandonó por ser muy difícil.
Más allá de los vídeos, Ricardo escribió 803 páginas de un diario que dejó sin terminar en su apartamento. Un análisis empírico de los escritos reveló otras preocupaciones de Ricardo, en las 803 páginas, López hizo 14 referencias directas e indirectas al homicidio, 34 al suicidio. Él se refirió 52 veces a otras celebridades y describió fuertes sentimientos de insuficiencia y baja autoestima 168 veces. Pero por lejos a quien más se refirió fue a Björk.

## Muerte
El 12 de septiembre de 1996 Ricardo envió el dispositivo a la residencia de Björk en Londres y filmó el último de sus vídeos diarios, llamado «The Last Day - Ricardo López» ('El último día'). En el vídeo está obeso y desnudo, afeita su cabeza quedando calvo, se pinta la cara de color rojo, verde y negro, y se suicida pegándose un tiro en el paladar con una pistola y detrás de él hay un cartel que decía «The Best of Me» ('Lo mejor de mí', se asume que López quería que el cartel se manche con su sangre y sus sesos al dispararse) mientras se escuchaba de fondo la canción «I Remember You» de Björk.
Temprano el 16 de septiembre, un trabajador de mantenimiento de Van Buren Plaza, denunció un «persistente mal olor» y sangre filtrándose a través del cielo raso del apartamento que estaba debajo del de Ricardo, llamando al departamento de policía de Hollywood. Cuando la policía llegó, halló el cuerpo en proceso de descomposición de Ricardo junto a sus cintas de vídeo; el videocasete seguía en la cámara de vídeo y ésta seguía filmando. Hallaron también un mensaje que decía:

Las cintas de 8mm son la documentación de un crimen. Es material terrorista. Son para el FBI.

El mensaje fue escrito en negro por Ricardo en la pared de su departamento. El sheriff del condado de Broward evacuó cerca de cien personas del edificio, mientras un grupo antibombas seguía buscando algún otro dispositivo explosivo, aunque sólo uno fue construido.
La policía contactó a la Interpol y Scotland Yard para advertirles que el dispositivo había sido enviado. La Policía Metropolitana interceptó la bomba en una oficina de correos del sur de Londres y la hizo estallar sin complicaciones en un espacio controlado.
Björk, horrorizada al enterarse de los hechos, terminó su relación sentimental con Goldie una semana después de que Ricardo López enviara el dispositivo y se suicidara.